# Bilskirnir
Bilskirnir (an. Bilskírnir) ist in der nordischen Mythologie einer der Götterpaläste in Asgard und der Wohnsitz des Gottes Thor. Er umfasst 540 Räume und ebenso viele Tore. 
Laut Beschreibung in der Snorra-Edda (Gylfaginning, 21) steht der Palast in Thrúdheim.

„Fünfhundert Gemächer und viermal zehn

Weiß ich in Bilskirnirs Bau.

Von allen Häusern, die Dächer haben,

Glaub ich meines Sohns das größte.“

## Sonstiges
Der Name des Raumschiffes Beliskner des Asgards Thor in der Serie Stargate SG-1 basiert auf Bilskirnir.